# Шкода 120
Шкода 120 (чеш. Škoda 120) је аутомобил који је производила чехословачка фабрика аутомобила АЗНП. Производио се од 1976. до 1990. године.

## Историјат
Раних седамдесетих година 20. века, Шкода је првобитно намеравала да, за наследника С100/110, произведе модел са предњим погоном и мотором напред. Међутим, због компликованих односа унутар источног блока, тачније на релацији Чехословачке и Совјетског Савеза, сан Шкодиних инжењера о преласку са задњег погона на предњи при констриусању овог модела, никад није остварен. СССР није желео да се на тржишту појави аутомобил који драстично одступа од већине њихових возила, те је без дозволе Москве и недостатка средстава, настала напредна верзија претходног модела 100/110.
Шкода 120 се појавила на тржишту у некадашњој Чехословачкој 1976. године на сајму у Брну и одликовале су је бројне иновације у погледу дизајна, упркос томе што је задржала мотор позади и погон на задњим точковима што није било нимало обећавајуће. Шкода 120 се могла похвалити сасвим новом шасијом и ентеријером, укључујући и инструмент таблу. Метод отварања поклопца на пртљажнику, са стране, попут концертног клавира, такође је чинио овај аутомобил јединственим.
Шкода 105, 120 и 125 су модели са заједничком интерном ознаком Тип 742. Разлика између 105 и 120 је у моторима, 105 има 1046 кубика, а 120 има 1174 кубика, док је 125 имао петостепени мануелни мењач. Овај аутомобил се производио у различитим верзијама и као такав се мењао током година. Од 1983. године модел Типа 742 се производио, са већим димензијама, пластичним браницима и неким модернизованим елементима.
1984. године када су модернизоване 105/120 појавила се и Шкода 130 која такође има интерну ознаку 742, док модели 135/136 имају ознаку 746. У Уједињеном Краљевству модел 105/120 носио је назив Estelle.

## Модели и мотори
Доступни нивои опреме су, 105 Standard (S), de Luxe (L), Grand de Luxe (GL) и Special (SP), 120 (без ознаке), de Luxe (L), de Luxe Super (LS), de Luxe Extended (LX), Grand Luxe (GL), Grand de Luxe Super (GLS) и de Luxe Economic (LE), а 125 само са de Luxe (L).
| Модел   | Тип мотора | Запремина   | Снага         | Мењачи             | Производња |
| ------- | ---------- | ----------- | ------------- | ------------------ | ---------- |
| 105 S   | 742.10     | 1046 cm³ I4 | 33 kW / 44 КС | 4-степени мануелни | 1976−1987  |
| 105 L   | 742.10     | 1046 cm³ I4 | 33 kW / 44 КС | 4-степени мануелни | 1976−1989  |
| 105 GL  | 742.10     | 1046 cm³ I4 | 33 kW / 44 КС | 4-степени мануелни | 1981−1983  |
| 105 SP  | 742.10     | 1046 cm I4  | 33 kW / 44 КС | 4-степени мануелни | 1982−1988  |
| 120     | 742.12     | 1174 cm³ I4 | 37 kW / 49 КС | 4-степени мануелни | 1978−1983  |
| 120 L   | 742.12     | 1174 cm³ I4 | 37 kW / 49 КС | 4-степени мануелни | 1976−1990  |
| 120 LE  | 742.12     | 1174 cm³ I4 | 37 kW / 49 КС | 4-степени мануелни | 1982−1983  |
| 120 GL  | 742.12     | 1174 cm³ I4 | 37 kW / 49 КС | 4-степени мануелни | 1984−1987  |
| 120 LS  | 742.12X    | 1174 cm³ I4 | 41 kW / 54 КС | 4-степени мануелни | 1976−1987  |
| 120 LX  | 742.12X    | 1174 cm³ I4 | 41 kW / 54 КС | 4-степени мануелни | 1984−1987  |
| 120 GLS | 742.12X    | 1174 cm³ I4 | 41 kW / 54 КС | 4-степени мануелни | 1976−1984  |
| 120 GLS | 742.12X    | 1174 cm³ I4 | 41 kW / 54 КС | 5-степени мануелни | 1984−1987  |
| 125 L   | 742.12X    | 1174 cm³ I4 | 41 kW / 54 КС | 5-степени мануелни | 1988−1990  |